# Joan Dolç i Balaguer
Joan Dolç i Balaguer (Alboraia, 31 de juliol de 1956) és un escriptor, editor, fotògraf, guionista i director de cinema valencià.
Ha publicat un llibre amb fotografies preses a distintes ciutats (Madrid, Leningrad, Barcelona, Nova York, Lisboa o València) entre 1989 i 1998 amb el títol de Life is Fun! (2002). El 2014 va fundar el segell In Púribus Libros / In Puribus llibres, on exerceix de director editorial. La seva última producció per al circuit museístic és Dalí, un esbozo freudiano, documental que va formar part de l'exposició Dalí-Freud. Una obsesión, organitzada pel Museu Belvedere de Viena el gener de 2022. Es va presentar al museu Thyssen-Bornemisza en desembre de 2021. El gener de 2024 va publicar En el fons, la terra com al primer títol de la col·lecció "País" de la Institució Alfons el Magnànim.

## Obra

### Novel·la
- Puta misèria! (amb Rafael Arnal Torres) (1986)[1]
- Amb la cua encesa (amb Rafael Arnal Torres) (1990)[1]
- Els ulls de l'aranya (1991, Columna Edicions, Barcelona)[1]
- La corbata colombiana (1992)[1]
- L'onanista ambiciós (1994)[1]

### Assaig
- La pura veritat i altres mentides (1996)[1]
- El sentit comú i altres malentesos (1999)[1]
- Batalles perdudes (2004)[1]
- Tres en línia. Converses a la xarxa moderades per Francesc Bayarri (amb Rafa Arnal i Toni Mollà) (2004)
- Nosaltres, exvalencians (amb Toni Mollà, Rafa Arnal, Emili Piera, Francesc Bayarri i Manuel Sánchez Jardí) (2005)
- Balanç d'existències (2015)[1]
- No escapareu (2018)
- En el fons, la terra (2024)

## Fotografia
- Life is fun! (2002)[1]
- El temps absent (2003)[1]

## Filmografia (parcial)
- Cerro Testigo, memoria de Alberto Sánchez (2001)
- La mort de ningú, l'enigma Heinz Ches (2004)[6]
- Paraules i Fets (2006)
- Renau, l'art en guerra (2007)
- Cataluña-Espanya (2009)
- Después de la Alambrada (2009)
- Retrato de un hombre que pinta (2011)
- La caída (2013)
- L'avenir és ara (2018)[7]